# توم ميلر
توم ميلر (بالإنجليزية: Tom Miller)‏ (30 يونيو 1890 المملكة المتحدة - 3 سبتمبر 1958) هو لاعب كرة قدم بريطاني سابق كان يلعب كمهاجم.

## روابط خارجية
- توم ميلر على موقع قاعدة بيانات كرة القدم.إي يو (الإنجليزية)
- توم ميلر على موقع ناشيونال فوتبول تيمز (الإنجليزية)